# 90377 Sedna
90377 Sedna (tudi samo Sedna; simbol: ) je čezneptunsko telo, odkrito 14. novembra 2003. Kmalu po odkritju je Sedna postala najbolj komentirano in opazovano telo v Osončju. Po definiciji, sprejeti na zasedanju Mednarodne astronomske zveze, se jo uvršča med pritlikave planete.

## Odkritje
Sedno so 14. novembra 2003 odkrili Mike Brown (Caltech), Chad Trujillo (Observatorij Gemini) in David Rabinowitz (Univerza Yale).
Odkrita je bila med opravljanjem pregleda 1220 mm (48 palčnega) Daljnogleda Samuel Oschin v Observatoriju Mount Palomar blizu San Diega (ZDA) z uporabo 160 megatočkovnega kamere. Tudi Nasin orbitalni Spitzerjev vesoljski daljnogled (SST) so že usmerili v Sednino lego, vendar je ni zaznal.
Poimenovana je po Sedni, Inuitski boginji morja, ki naj bi prebivala v mrzlih globinah Arktičnega oceana. Pred uradnim poimenovanjem je bila začasno oštevilčena 2003 VB12.